# Deilanthe hilmarii
Deilanthe hilmarii är en isörtsväxtart som först beskrevs av L. Bol., och fick sitt nu gällande namn av Franz Xaver von Hartmann. Deilanthe hilmarii ingår i släktet Deilanthe, och familjen isörtsväxter. Inga underarter finns listade i Catalogue of Life.